# 彼女の部屋R
『彼女の部屋R』（かのじょのへやリターンズ）は、2006年10月から2008年6月まで関西テレビ☆京都チャンネルで放送されていたバラエティ番組。1998年から2004年まで関西テレビで放送されていた『彼女の部屋』の続編にあたる。

## 番組内容
前作が毎回1人の一般女性もしくはモデルやタレントの卵を15分単位で紹介していたのに対し、本作は2人の一般女性を紹介するようになり、放送枠も30分と大幅に拡大された。内容もさらに豊富になったほか、番組の最後には前作同様のシャワーシーンのみならず、入浴しながらのインタビューコーナーも設けて派手さが増した。ただし、入浴シーンは出演女性全員が対象ではなかった。
2010年2月24日にアミューズソフトエンタテインメントからDVD2巻が発売された。